# Katalin Horányi
Katalin Horányi (* 6. November 1947 in Budapest) ist eine ungarische Schriftstellerin und Psychologin.

## Leben
Katalin Horányi absolvierte ein Studium der Psychologie und Soziologe, das sie 1972 erfolgreich abschloss. Sie arbeitete daraufhin als Schriftstellerin und Psychologin. Ihr erstes Werk mit dem Titel Időzavar erschien  1995, erregte in Ungarn viel Aufmerksamkeit und wurde 1999 als deutsche Übersetzung unter dem Titel Die Grenzgängerin veröffentlicht. Zwei ihrer Bücher wurden von Wanda Szyksznian illustriert. 2022 erhielt sie das ungarische Verdienstkreuz in Bronze.

## Werke (Auswahl)
- Időzavar. Budapest 1995, ISBN 963-7977-86-4.
  - Die Grenzgängerin. Übersetzt ins Deutsche von Éva Zádor. Ullstein Verlag, Berlin 1999, ISBN 3-548-24558-7.
- Szélfogó. Budapest 1998, ISBN 963-548-703-7.
- Timeslide. Übersetzt ins Englische von H. P. Olchváry. In: Seven Voices – A Sampler of New Hungarian Writing. Budapest 1999, ISBN 963-03-6976-1, S. 49–69.
- Belsőelhárítás. Budapest 2001, ISBN 963-7932-42-9.
- Tanuljunk tanulni. Budapest 2002, ISBN 963-547-745-7.
- Morci. Illustriert von Wanda Szyksznian. Budapest 2003, ISBN 963-549-028-3.
- Kacér. Illustriert von Wanda Szyksznian. Budapest 2005, ISBN 963-9614-03-3.
- Életfilozófia. Budapest 2006, ISBN 963-7304-71-1.
- Vakfolt. Budapest 2014, ISBN 978-963-349-100-3